# 1080
Il 1080 (MLXXX in numeri romani) è un anno bisestile dell'XI secolo.

## Eventi
- 7 marzo - Sacro Romano Impero: Enrico IV è nuovamente scomunicato da Papa Gregorio VII. La prima volta era successo nel 1076. In risposta, il 25 giugno l'imperatore destituisce il papa e fa eleggere Guiberto di Ravenna antipapa.
- 29 giugno - Trattato di Ceprano stipulato tra Papa Gregorio VII e Roberto il Guiscardo.

## Nati
- Adelardo di Bath, filosofo, matematico e astrologo britannico († 1152)
- Celso di Armagh, arcivescovo cattolico irlandese († 1129)
- Elena di Borgogna, contessa († 1141)
- Enrico di Huntingdon, storico e religioso inglese († 1160)
- Abu Hamid al-Gharnati, viaggiatore spagnolo († 1170)
- Isidoro l'Agricoltore, santo spagnolo († 1130)
- Margareta Fredkulla, nobile svedese († 1130)
- Maurizio di Catania, vescovo cattolico italiano († 1147)
- Alberone di Montreuil, arcivescovo cattolico tedesco († 1152)
- Radulfo di Caen, storico francese
- Tommaso di Marle, nobile francese († 1130)

## Morti
- 26 gennaio - Amedeo II di Savoia, nobile
- 17 aprile - Aroldo III di Danimarca, re danese (n. 1041)
- 14 maggio - William Walcher, vescovo tedesco
- 5 luglio - Ísleifur Gissurarson, vescovo cattolico islandese (n. 1006)
- 27 luglio - Roberto di Montescaglioso, conte
- 14 ottobre - Parascheva di Iaşi, religiosa bizantina (n. 1010)
- 15 ottobre - Rodolfo di Svevia, nobile e re tedesco (n. 1025)
- Cuniberto, vescovo italiano
- Erberto IV di Vermandois, conte francese (n. 1028)
- Ingone, vescovo italiano
- Raimondo II di Bigorre, nobile franco
- Rotrou II di Perche, nobile francese
- Guglielmo d'Altavilla, condottiero e cavaliere medievale normanno (n. 1027)

## Calendario
| Calendario 1080 | Calendario 1080 | Calendario 1080 | Calendario 1080 | Calendario 1080 | Calendario 1080 | Calendario 1080 | Calendario 1080 | Calendario 1080 | Calendario 1080 | Calendario 1080 | Calendario 1080 | Calendario 1080 | Calendario 1080 | Calendario 1080 | Calendario 1080 | Calendario 1080 | Calendario 1080 | Calendario 1080 | Calendario 1080 | Calendario 1080 | Calendario 1080 | Calendario 1080 | Calendario 1080 | Calendario 1080 | Calendario 1080 | Calendario 1080 | Calendario 1080 | Calendario 1080 | Calendario 1080 | Calendario 1080 | Calendario 1080 | Calendario 1080 |
| --------------- | --------------- | --------------- | --------------- | --------------- | --------------- | --------------- | --------------- | --------------- | --------------- | --------------- | --------------- | --------------- | --------------- | --------------- | --------------- | --------------- | --------------- | --------------- | --------------- | --------------- | --------------- | --------------- | --------------- | --------------- | --------------- | --------------- | --------------- | --------------- | --------------- | --------------- | --------------- | --------------- |
|                 | 1               | 2               | 3               | 4               | 5               | 6               | 7               | 8               | 9               | 10              | 11              | 12              | 13              | 14              | 15              | 16              | 17              | 18              | 19              | 20              | 21              | 22              | 23              | 24              | 25              | 26              | 27              | 28              | 29              | 30              | 31              |                 |
| Gennaio         | Me              | Gi              | Ve              | Sa              | Do              | Lu              | Ma              | Me              | Gi              | Ve              | Sa              | Do              | Lu              | Ma              | Me              | Gi              | Ve              | Sa              | Do              | Lu              | Ma              | Me              | Gi              | Ve              | Sa              | Do              | Lu              | Ma              | Me              | Gi              | Ve              |                 |
| Febbraio        | Sa              | Do              | Lu              | Ma              | Me              | Gi              | Ve              | Sa              | Do              | Lu              | Ma              | Me              | Gi              | Ve              | Sa              | Do              | Lu              | Ma              | Me              | Gi              | Ve              | Sa              | Do              | Lu              | Ma              | Me              | Gi              | Ve              | Sa              |                 |                 |                 |
| Marzo           | Do              | Lu              | Ma              | Me              | Gi              | Ve              | Sa              | Do              | Lu              | Ma              | Me              | Gi              | Ve              | Sa              | Do              | Lu              | Ma              | Me              | Gi              | Ve              | Sa              | Do              | Lu              | Ma              | Me              | Gi              | Ve              | Sa              | Do              | Lu              | Ma              |                 |
| Aprile          | Me              | Gi              | Ve              | Sa              | Do              | Lu              | Ma              | Me              | Gi              | Ve              | Sa              | Do              | Lu              | Ma              | Me              | Gi              | Ve              | Sa              | Do              | Lu              | Ma              | Me              | Gi              | Ve              | Sa              | Do              | Lu              | Ma              | Me              | Gi              |                 |                 |
| Maggio          | Ve              | Sa              | Do              | Lu              | Ma              | Me              | Gi              | Ve              | Sa              | Do              | Lu              | Ma              | Me              | Gi              | Ve              | Sa              | Do              | Lu              | Ma              | Me              | Gi              | Ve              | Sa              | Do              | Lu              | Ma              | Me              | Gi              | Ve              | Sa              | Do              |                 |
| Giugno          | Lu              | Ma              | Me              | Gi              | Ve              | Sa              | Do              | Lu              | Ma              | Me              | Gi              | Ve              | Sa              | Do              | Lu              | Ma              | Me              | Gi              | Ve              | Sa              | Do              | Lu              | Ma              | Me              | Gi              | Ve              | Sa              | Do              | Lu              | Ma              |                 |                 |
| Luglio          | Me              | Gi              | Ve              | Sa              | Do              | Lu              | Ma              | Me              | Gi              | Ve              | Sa              | Do              | Lu              | Ma              | Me              | Gi              | Ve              | Sa              | Do              | Lu              | Ma              | Me              | Gi              | Ve              | Sa              | Do              | Lu              | Ma              | Me              | Gi              | Ve              |                 |
| Agosto          | Sa              | Do              | Lu              | Ma              | Me              | Gi              | Ve              | Sa              | Do              | Lu              | Ma              | Me              | Gi              | Ve              | Sa              | Do              | Lu              | Ma              | Me              | Gi              | Ve              | Sa              | Do              | Lu              | Ma              | Me              | Gi              | Ve              | Sa              | Do              | Lu              |                 |
| Settembre       | Ma              | Me              | Gi              | Ve              | Sa              | Do              | Lu              | Ma              | Me              | Gi              | Ve              | Sa              | Do              | Lu              | Ma              | Me              | Gi              | Ve              | Sa              | Do              | Lu              | Ma              | Me              | Gi              | Ve              | Sa              | Do              | Lu              | Ma              | Me              |                 |                 |
| Ottobre         | Gi              | Ve              | Sa              | Do              | Lu              | Ma              | Me              | Gi              | Ve              | Sa              | Do              | Lu              | Ma              | Me              | Gi              | Ve              | Sa              | Do              | Lu              | Ma              | Me              | Gi              | Ve              | Sa              | Do              | Lu              | Ma              | Me              | Gi              | Ve              | Sa              |                 |
| Novembre        | Do              | Lu              | Ma              | Me              | Gi              | Ve              | Sa              | Do              | Lu              | Ma              | Me              | Gi              | Ve              | Sa              | Do              | Lu              | Ma              | Me              | Gi              | Ve              | Sa              | Do              | Lu              | Ma              | Me              | Gi              | Ve              | Sa              | Do              | Lu              |                 |                 |
| Dicembre        | Ma              | Me              | Gi              | Ve              | Sa              | Do              | Lu              | Ma              | Me              | Gi              | Ve              | Sa              | Do              | Lu              | Ma              | Me              | Gi              | Ve              | Sa              | Do              | Lu              | Ma              | Me              | Gi              | Ve              | Sa              | Do              | Lu              | Ma              | Me              | Gi              |                 |